# Osceola (Indiana)
Osceola est une municipalité située dans le comté de Saint Joseph, dans l’État de l'Indiana, aux États-Unis. Lors du recensement de 2020, elle comptait 2 590 habitants.